# 여성 국가 지도자
이 문서는 여성 국가 지도자들의 목록을 보여준다. 여기서 '국가 지도자'란 국가 수반 및 총리급 이상의 인물을 말한다.

## 아시아의 여성지도자

### 대한민국
- 박근혜 - 대한민국의 대통령(2013 ~ 2017)
- 한명숙 - 대한민국의 국무총리(2006 ~ 2007)

### 베트남
- 응우옌티조안 - 베트남의 국가부주석(2007 ~ 2016)
- 당티응옥틴 - 베트남의 국가부주석(2016 ~ 2021), 2018년 9월 21일, 쩐다이꽝 국가주석의 사망으로 베트남의 국가주석의 권한을 대행하였다.
- 보티안쑤언(Võ Thị Ánh Xuân) - 베트남의 국가부주석(2021 ~ 현임), 2023년 1월 18일 ~ 2023년 3월 2일 / 2024년 3월 21일 ~ 2024년 5월 22일, 응우옌쑤언푹과 보반트엉 국가주석의 연이는 사퇴로 베트남의 주석의 권한을 대행하였다.

### 스리랑카
- 찬드리카 쿠마라퉁가 - 스리랑카의 총리(1994), 스리랑카의 대통령(1994 ~ 2005)
- 시리마보 반다라나이케 - 스리랑카의 총리(1960 ~ 1965, 1970 ~ 1972, 1972 ~1977, 1994 ~ 2000), 세계 최초의 여성 총리

### 파키스탄
- 베나지르 부토 - 파키스탄의 총리(1988 ~ 1990, 1993 ~ 1996)

### 필리핀
- 코라손 아키노 - 필리핀의 대통령(1986 ~ 1992)
- 글로리아 아로요 - 필리핀의 대통령(2001 ~2010)

### 인도네시아
- 메가와티 - 인도네시아의 대통령(2001 ~ 2004)

### 인도
- 프라티바 파틸 - 인도의 대통령(2007 ~ 2012)

- 드라우파디 무르무 - 인도의 대통령(2022 ~ )

- 인디라 간디 - 인도의 총리(1966 ~ 1977, 1980 ~ 1984)

### 말레이시아
- 완 아지자흐 완 이스마일 - 말레이시아의 부총리(2018 ~ )

### 중화민국
- 차이잉원 - 중화민국의 총통(2016 ~ 2024)
- 뤼슈롄 - 중화민국의 부총통(2000 ~ 2008)
- 샤오메이친 - 중화민국의 부총통(2024 ~ )

### 방글라데시
- 칼레다 지아 - 방글라데시의 총리(1991 ~ 1996)
- 셰이크 하시나 - 방글라데시의 총리(2009 ~ 2024)

### 키르기스스탄
- 로자 오툰바예바 - 키르기스스탄의 대통령(2010 ~ 2011)

### 태국
- 잉락 친나왓 - 태국의 총리(2011 ~ 2014)
- 패통탄 친나왓 - 태국의 총리(2024 ~ )

### 중국
- 쑹칭링 - 중국의 명예주석 겸 부주석(1949 ~ 1975)

### 싱가포르
- 할리마 야콥 - 싱가포르의 대통령(2017 ~ )

## 기타 지역의 여성지도자

### 아르헨티나
- 이사벨 페론 - 아르헨티나의 대통령(1974 ~ 1976), 세계 최초의 여성 대통령
- 크리스티나 페르난데스 - 아르헨티나의 대통령(2007 ~ 2015), 아르헨티나의 부통령(2019 ~ )

### 벨리즈
- 엘미이라 미니타 고든(Elmira Minita Gordon) - 벨리즈의 총독(1981 ~ 1993), 세계 최초의 여성 총독

### 영국
- 마거릿 대처 - 영국의 총리(1979 ~ 1990)
- 테리사 메이 - 영국의 총리(2016 ~ 2019)
- 리즈 트러스 - 영국의 총리(2022, 40일)

### 아이슬란드
- 비그디스 핀보가도티르 - 아이슬란드의 대통령(1980 ~ 1996)
- 요한나 시귀르다르도티르 - 아이슬란드의 총리(2009 ~ 2013)
- 카트린 야콥스도티르 - 아이슬란드의 총리(2017 ~ 2024)
- 할라 토마스도티르 - 아이슬란드의 대통령(2024 ~ )
- 크리스트륀 프로스타도티르 - 아이슬란드의 총리(2024 ~ )

### 세인트루시아
- 칼리오파 펠레트 루이지 - 세인트루시아의 총독(1997 ~ )

### 노르웨이
- 그로 할렘 브룬틀란 - 노르웨이의 총리(1981 ~ 1981, 1986 ~ 1989, 1990 ~ 1996)
- 에르나 솔베르그 - 노르웨이의 총리(2013 ~ )

### 덴마크
- 메테 프레데릭센 - 덴마크의 총리(2019 ~ )

### 아일랜드
- 메리 로빈슨 - 아일랜드의 대통령(1990 ~ 1997)
- 메리 매컬리스 - 아일랜드의 대통령(1997 ~ 2011)

### 에스토니아
- 케르스티 칼률라이드 - 에스토니아의 대통령(2016 ~ 2021)
- 카야 칼라스 - 에스토니아의 총리(2021 ~ )

### 바하마
- 아이비 뒤몬트 - 바하마의 총독(2001 ~ 2005)
- 마거리트 핀들링 - 바하마의 총독(2014 ~ )

### 에콰도르
- 로잘리아 아르테아가 - 에콰도르의 대통령(1997, 3일)

### 그레나다
- 세실 라 그레나다 - 그레나다의 총독(2013 ~ )

### 가이아나
- 재닛 제이건 - 가이아나의 대통령(1997 ~ 1999)

### 스위스
- 루트 드라이푸스 - 스위스 연방대통령(1998 ~ 1999)
- 미쉘린 칼미-레이 - 스위스의 대통령(2006 ~ 2007)
- 도리스 로이트 하르트 - 스위스의 대통령(2010 ~ 2011)
- 비올라 암헤르트 - 스위스의 대통령(2024 ~ )

### 뉴질랜드
- 캐서린 티저드 - 뉴질랜드의 총독(1990 ~ 1996)
- 시안 엘리아스 - 뉴질랜드의 총독 대리(2001, 13일 / 2006, 141일 / 2011, 8일 / 2016, 28일)
- 실비아 카트라이트 - 뉴질랜드의 총독(2001 ~ 2006)
- 팻시 레디 - 뉴질랜드의 총독(2016 ~ 2021)
- 제니 시플리 - 뉴질랜드의 총리(1997 ~ 1999)
- 헬렌 클라크 - 뉴질랜드의 총리(1999 ~ 2008)
- 저신다 아던 - 뉴질랜드의 총리(2017 ~ 2023)

### 파나마
- 미레야 모스코소 - 파나마의 대통령(1999 ~ 2004)

### 앤티가 바부다
- 아그네사 레이크 택 - 앤티가 바부다의 총독(2007 ~ 2014)

### 라트비아
- 바이라 비케프레이베르가 - 라트비아의 대통령(1999 ~ 2007)

### 핀란드
- 타르야 할로넨 - 핀란드의 대통령(2000 ~ 2012)
- 안넬리 예텐메키 - 핀란드의 총리(2003, 2개월)
- 마리 키비니에미 - 핀란드의 총리(2010 ~ 2011)
- 산나 마린 - 핀란드의 총리(2019 ~ 2023)

### 안도라
- 엠마뉴엘 미뇽 - 안도라의 총독(2007 ~ 2008)
- 실비 위박 - 안도라의 총독 대리(2012 ~ 2015)

### 독일
- 앙겔라 메르켈 - 독일의 총리(2005 ~ 2021)

### 캐나다
- 잔 마틸드 소베 - 캐나다의 총독(1984 ~ 1990)
- 킴 캠벨 - 캐나다의 총리(1993, 4개월)
- 미카엘 장 - 캐나다의 총독(2005 ~ 2010)
- 에이드리엔 클라크슨 - 캐나다의 총독(1999 ~ 2005)
- 쥘리 파예트 - 캐나다의 총독(2017 ~ 2021)
- 메리 사이먼 - 캐나다의 총독(2021 ~ )

### 라이베리아
- 엘렌 존슨설리프 - 라이베리아의 대통령(2006 ~ 2018)

### 세인트빈센트 그레나딘
- 모니카 다콘 - 세인트빈센트 그레나딘의 총독 대리(2002, 91일)

### 우크라이나
- 율리야 티모셴코 - 우크라이나의 총리(2005 ~ 2005, 2007 ~ 2010)

- 율리아 스비리덴코(uk:Свириденко Юлія Анатоліївна) - 우크라이나의 부총리(uk:Перший віцепрем'єр-міністр України, 2021 ~ )

### 몰도바
- 마이아 산두 - 몰도바의 대통령(2020 ~ )
- 지나이다 그레체아느이 - 몰도바의 총리(2008 ~ 2009)
- 나탈리아 그헤르만 - 몰도바의 총리(2015)
- 마이아 산두 - 몰도바의 총리(2019)
- 나탈리아 가브릴리차 - 몰도바의 총리(2021 ~ 2023)

### 아이티
- 에르타 파스칼트루요 - 아이티의 대통령(1990 ~ 1991)
- 미셸 피에르 루이 - 아이티의 총리(2008 ~2009)

### 오스트레일리아
- 퀜틴 브라이스 - 오스트레일리아의 총독(2008 ~ 2014)
- 줄리아 길라드 - 오스트레일리아의 총리(2010 ~ 2013)

### 브라질
- 지우마 호세프 - 브라질의 대통령(2011 ~ 2016)

### 코스타리카
- 라우라 친치야 - 코스타리카의 대통령(2010 ~ 2014)

### 니카라과
- 비올레타 차모로 - 니카라과의 대통령(1990 ~ 1997)

### 크로아티아
- 콜린다 그라바르키타로비치 - 크로아티아의 대통령(2015 ~ )
- 야드란카 코소르 - 크로아티아의 총리(2009 ~ 2012)

### 이스라엘
- 골다 메이어 - 이스라엘의 총리(1969 ~ 1974)

### 포르투갈
- 마리아 다 루르데스 핀타실구 - 포르투갈의 총리(1979 ~ 1980)

### 몰타
- 애거서 바버라 - 몰타의 대통령(1982 ~ 1987)

### 리투아니아
- 달리아 그리바우스카이테 - 리투아니아의 대통령(2009 ~ 2019)
- 카지미라 프룬스키에네 - 리투아니아의 총리(1999 ~ 1999)
- 잉그리다 시모니테 - 리투아니아의 총리(2020 ~ )

### 터키
- 탄수 칠레르 - 터키의 총리(1993 ~ 1995)

### 볼리비아
- Lidia Gueiler Tejada - 볼리비아의 대통령(1977 ~ 1978)

### 코소보
- 아티페테 야햐가 - 코소보의 대통령(2011 ~)

### 도미니카
- 유지니아 찰스 - 도미니카의 총리(1980 ~ 1995)

### 미국
- 카말라 해리스 - 미국의 부통령(2021 ~ 2025)

### 프랑스
- 에디트 크레송 - 프랑스의 총리(1991 ~ 1992)
- 엘리자베트 보른 - 프랑스의 총리(2022 ~ 2024)

### 폴란드
- 한나 수호츠카 - 폴란드의 총리(1992 ~ 1993)

### 모잠비크
- 루이자 디오구 - 모잠비크의 총리(2004 ~ 2010)

### 상투메 프린시페
- Maria do Carmo Silveira - 상투메 프린시페의 총리(2005 ~ 2006)

### 바베이도스
- 니타 배로 - 바베이도스의 총독(1990 ~ 1995)
- 산드라 마손 - 바베이도스의 총독 대리(2012, 2일), 바베이도스의 총독(2018 ~ 2021), 이후 바베이도스의 대통령(2021 ~ )
- 미아 모틀리 - (2018 ~ )

### 칠레
- 미첼 바첼레트 - 칠레의 대통령(2006 ~ 2010, 2014 ~ 2018)

### 자메이카
- 포르티아 심슨-밀러 - 자메이카의 총리(2006 ~ 2007)

### 슬로바키아
- 주자나 차푸토바 - 슬로바키아의 대통령(2019 ~ )
- 이베타 라디초바 - 슬로바키아의 총리(2010 ~ 2012)

### 페루
- 루르드 멘도사 - 페루의 2부통령(2006 ~ 2011)
- 메리솔 에스피노사 - 페루의 1부통령(2011 ~ 2016)
- 메르세데스 아라오스 - 페루의 2부통령(2016 ~ 2020)
- 디나 볼루아르테 - 페루의 1부통령(2021 ~ 2022, 페루의 대통령(2022 ~ )
- 베아트리츠 메리노 - 페루의 총리(2003, 6개월)
- 로사리오 페르난데스 - 페루의 총리(2011, 4개월)
- 안나 자라 - 페루의 총리(2014 ~ 2015)
- 메르세데스 아라오스 - 페루의 총리(2017 ~ 2018)
- 비올레타 베르무데스 - 페루의 총리(2020 ~ 2021)
- 미르타 바스퀘즈 - 페루의 총리(2021 ~ 2022)
- 벳시 차베스 - 페루의 총리(2022, 1개월)

### 사모아
- 피아메 나오미 마타파[1] - 사모아의 총리(2021 ~ )

### 튀니지
- 나즐라 부덴 롬단[2] - 튀니지의 총리(2021 ~ )

### 탄자니아
- 사미아 술루후 하산 - 탄자니아의 대통령(2021 ~ )

### 스웨덴
- 마그달레나 안데르손 - 스웨덴의 총리(2021 ~ 2022)

### 온두라스
- 시오마라 카스트로 - 온두라스의 대통령(2022 ~ )

### 헝가리
- 노바크 커털린 - 헝가리의 대통령(2022 ~ 2024)

### 이탈리아
- 조르자 멜로니 - 이탈리아의 총리(2022 ~ )

### 슬로베니아
- 나타샤 피르크 무사르 - 슬로베니아의 대통령(2022 ~ )

### 북마케도니아
- 고르다나 실리아노프스카다프코바 - 북마케도니아의 대통령(2024 ~ )

### 멕시코
- 클라우디아 셰인바움 - 멕시코의 대통령(2024 ~ )

## 같이 보기
- 여성 지도자
- 여성 공직자